# 15076 Joellewis
15076 Joellewis este un asteroid din centura principală de asteroizi.

## Descriere
15076 Joellewis este un asteroid din centura principală de asteroizi. A fost descoperit pe 18 ianuarie 1999 la Socorro, New Mexico, în cadrul proiectului LINEAR. Asteroidul prezintă o orbită caracterizată de o semiaxă mare de 2,48 ua, o excentricitate de 0,13 și o înclinație de 6,7° în raport cu ecliptica.